# Dąbrówka podolska
Dąbrówka podolska (Ajuga chia Schreb.) – gatunek rośliny z rodziny jasnotowatych. Według nowszych ujęć taksonomicznych podgatunek dąbrówki żółtokwiatowej Ajuga chamaepitys subsp. chia (Schreb.) Arcang. Występuje od południowo-wschodniej Europy do zachodniego Iranu.

## Morfologia
ŁodygaŁodygi liczne, gałęziste, do 25 cm wysokości.
LiścieTrójdzielne; łatki równowąskie lub równowąskolancetowate.
KwiatyGrzbieciste, umieszczone po dwa w kątach przysadek. Korona kwiatu żółtawa, długości 18-25 mm. Rurka korony 2-3 razy krótsza od wargi dolnej. Przysadki długości korony. Kielich 4-5 razy krótszy od korony.
OwocRozłupnia; rozłupki z poprzecznymi zmarszczkami.

## Biologia i ekologia
Bylina, chamefit. Rośnie na suchych zboczach. Kwitnie od czerwca do sierpnia.

## Zagrożenia i ochrona
Gatunek umieszczony został na Czerwonej liście roślin i grzybów Polski (2006) i na obszarze Polski uznany za wymarły (kategoria zagrożenia Ex). W wydaniu z 2016 roku otrzymał kategorię RE (wymarły na obszarze Polski). W Polskiej Czerwonej Księdze Roślin posiada kategorię EX.